# 남한산성터널
남한산성터널(Namhansanseong)은 대한민국의 경기도 성남시 중원구에 위치한 세종포천고속도로 상의 터널이다.

## 특징
처음에는 해당 구간을 교량으로 지나는 것으로 검토하였으나 남한산성의 문화유산 가치를 훼손할 우려가 있다는 지적에 따라 전구간 터널 로 시공하기로 했다. 유사시 연기 배출을 위해 터널 시설물로 경사갱 및 환기탑 2개소가 설치된다. 이 또한 지역 환경단체는 대기오염의 우려로 반대하였으나, 그림과 같이 환기탑은 화재 등의 특별한 경우에만 작동하는 방식이라고 한다. 터널 입구는 남한산성의 지화문과 수어장대를 본떠 디자인하며, 국내에서 2번째로 긴 터널 인 만큼, 졸음 방지용 경관 조명 시설, 환기 시설을 갖춘다고 한다. 굴착은 NATM 공법으로 양끝에서 굴착을 시작, 가운데서 만나게 방식으로 공사를 진행하였다. 또한 사고 발생 시를 대비하여 비상주차대 16개소, 피난연결통로 48개소를 설치하였다. 다른 초장대터널들과 달리 대부분의 차선이 실선이며, 일부 구간만 점선으로 차로 변경을 제한적으로 허용하고 있다.

## 같이 보기
- 문무대왕1터널 (7,543m) / 현재 대한민국에서 2번째로 긴 도로용 터널
- 배후령터널 (5,100m) / 현재 대한민국에서 3번째로 긴 도로용 터널
- 사패산터널 (3,993m) / 대한민국과 세계 최장 광폭 터널
- 율현터널 (50,250m) / 대한민국에서 가장 긴 철도용 터널
- 보령해저터널 (6,927m) / 대한민국에서 가장 긴 해저 터널
- 인천북항터널 (4,630m) / 대한민국에서 2번째로 긴 해저 터널
- 가덕해저터널 (3,700m) / 대한민국에서 3번째로 긴 해저 터널
- 인천대교 (18,384m) / 대한민국에서 가장 긴 교량